# 꽃내중학교
꽃내중학교(꽃내中學校)는 대한민국 경상남도 남해군 삼동면 동천리에 있는 공립 중학교이다.

## 학교 연혁
- 2012년 8월 1일 : 꽃내중 설립안 확정
- 2018년 7월 16일 : 경상남도립학교 설치 조례 개정 교명 확정
- 2019년 3월 1일 : 꽃내중학교 개교
- 2019년 3월 1일 : 제1대 오세찬 교장 부임
- 2019년 3월 4일 : 신입생 26명(남 15명, 여 11명) 입학
- 2019년 3월 4일 : 통합학교 재학생 31명 입교
- 2020년 1월 15일 : 제1회 졸업식 3학년 14명(남 8명, 여 6명) 졸업
- 2022년 9월 1일 : 제3대 양재옥 교장 부임
- 2023년 1월 6일 : 제4회 졸업식 3학년 34명(남 17명, 여 17명) 졸업
- 2023년 3월 2일 : 신입생 34명(남 26명, 여 8명) 입학

## 참고 자료
- 꽃내중학교 - 한국교육학술정보원 학교알리미